# Nokia 4.2

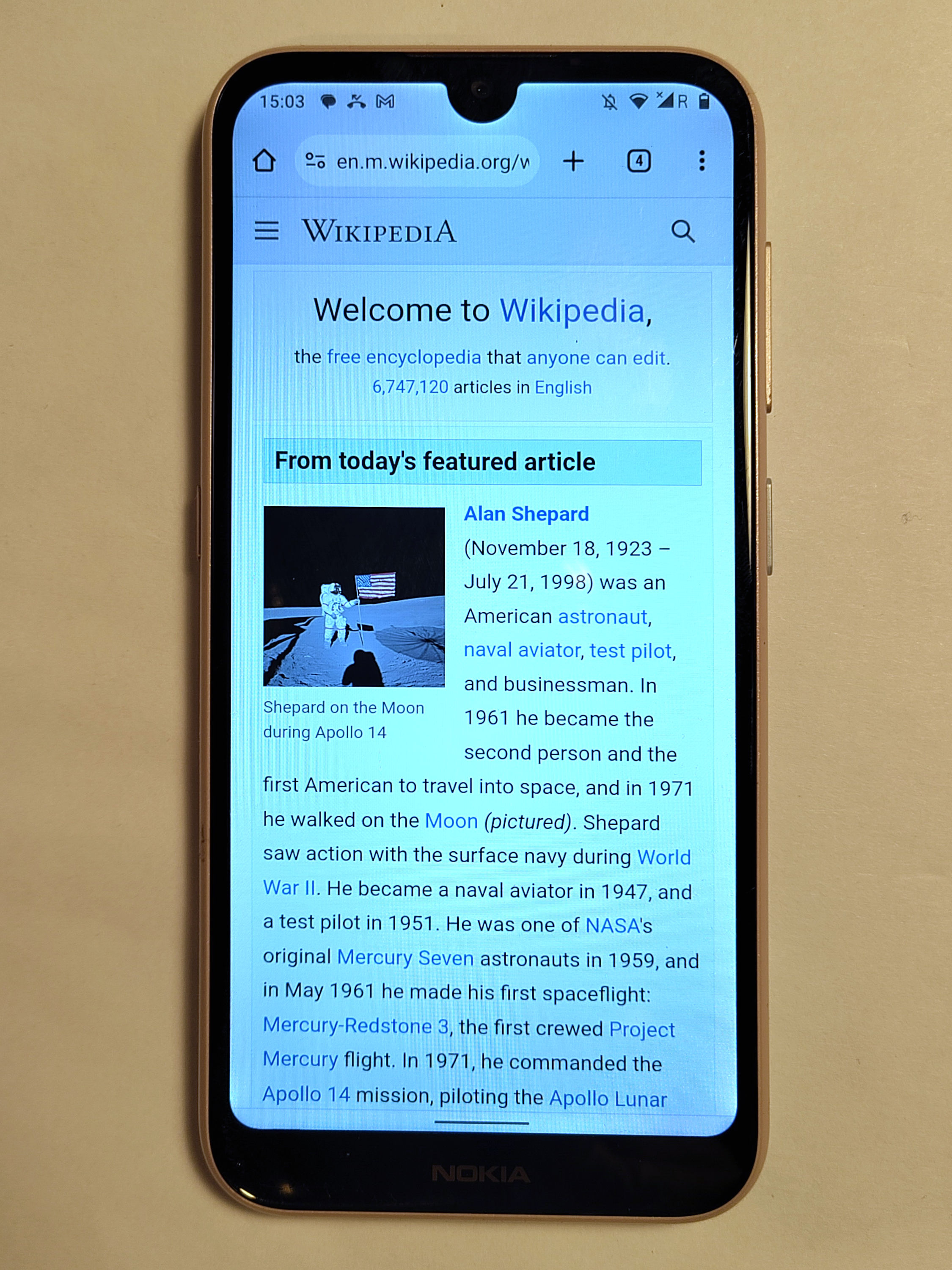
正面
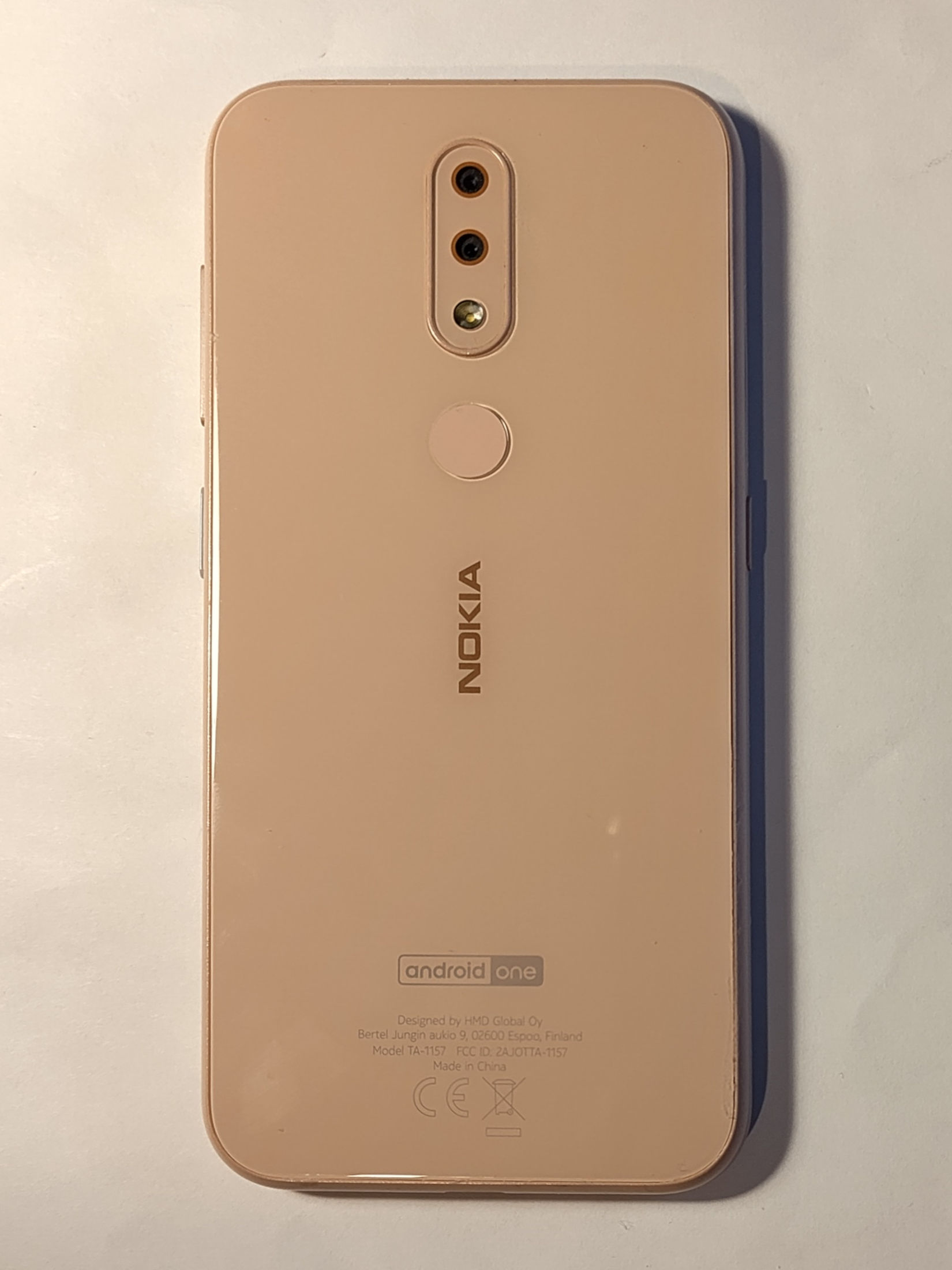
背面

Nokia 4.2是由芬兰手机制造商HMD Global在2019年发布的智能手机。 